# Chondrula
Chondrula är ett släkte snäckor som ingår familjen barksnäckor.